# I wojna brytyjsko-afgańska
Pierwsza wojna brytyjsko-afgańska 1839–1842.

## Kontekst
W roku 1837 armia szacha Iranu obległa zachodnioafgańskie miasto Herat. Nieoficjalnie była ona wspierana przez ambasadę rosyjską w Teheranie. Znajdujący się akurat przypadkowo w Heracie brytyjski oficer artylerii Eldred Pottinger w odpowiedzi na te wydarzenia zaoferował emirowi Heratu swoje usługi. Jemu to została powierzona obrona miasta.
W tym samym czasie rosyjski oficer Jan Prosper Witkiewicz wyruszył w drogę do Kabulu. Jego celem była kontynuacja zapoczątkowanego w roku 1835 zbliżenia Rosji do Afganistanu. W Kabulu spotkał on brytyjskiego oficera i zaufanego Dost Mohammeda – Alexandra Burnesa. Burnes przebywał w Kabulu na zlecenie brytyjskiego rządu w celu prowadzenia tam rozmów na temat zawarcia traktatów pokojowych. Głównym problemem pojawiającym się w trakcie tych rozmów był status Peszawaru, zdobytego przez Ranjita Singha, władcę Pendżabu. W tej patowej sytuacji generalny gubernator Kalkuty Brytyjczyk Lord Auckland skierował ostre pismo do Dost Mohammeda, żądając praw do Peszawaru i zaprzestania dalszych kontaktów z Rosją. Ponieważ roszczenia były nie do spełnienia przez stronę afgańską, Burnes został odwołany z Kabulu.
Tymczasem sytuacja wokół Heratu wyraźnie się zaostrzyła. Częściową komendę nad wojskami perskimi przejął ambasador rosyjski Simonicz. W odpowiedzi na to brytyjskie oddziały wylądowały w Zatoce Perskiej. Spowodowało to wycofanie się wojsk irańskich, a w konsekwencji wyjazd Simonicza i Witkiewicza do Rosji.

## Wojna
Chcąc rozwiązać sytuację w Afganistanie, Lord Auckland wydał 1 października 1838 manifest w miejscowości Shimla, podejmując decyzję o obaleniu władzy Dost Mohammeda i powołaniu na jego stanowisko wcześniejszego władcy szacha Szuja. W tym celu wiosną do Afganistanu zostały wysłane oddziały w sile 16 500 brytyjskich i indyjskich żołnierzy w towarzystwie około 35 000 służby pomocniczej i członków rodzin. Wojskami, których szlak wiódł przez wąwóz Bolan, dowodził generał John Keane. 25 kwietnia 1839 armia osiągnęła Kandahar, który zdobyła bez walki. Następną stacją w drodze do Kabulu była twierdza Ghazni. Miasto zdobyto w czerwcu 1839, a 8 lipca tego samego roku Brytyjczycy weszli do Kabulu. Ogólna sytuacja pozostawała w tym czasie względnie spokojna. Brytyjczycy opuścili cytadelę Bala Hissar w Kabulu, po czym zajęli nowe kwatery w odległości około 1,5 km od miasta.
23 listopada 1840 Brytyjczykom poddał się Dost Mohammed, który został odesłany do Indii. W ciągu następnego roku na zajętych terenach mnożyć zaczęły się niepokoje spowodowane podniesieniem podatków i życiem ponad stan brytyjskich oficerów, w tym Burnesa. Partyzanci afgańscy atakowali coraz liczniej brytyjskie posterunki. 2 listopada 1841 w Kabulu przed domem Burnesa zebrała się wielka liczba ludzi. Podczas próby ucieczki Burnes został złapany i zamordowany. Przed nadciągającymi z pomocą spóźnionymi żołnierzami z garnizonu afgańskiego tłum zdołał uciec. Bezczynność Brytyjczyków doprowadziła do generalnego powstania i oblężenia brytyjskiego garnizonu.

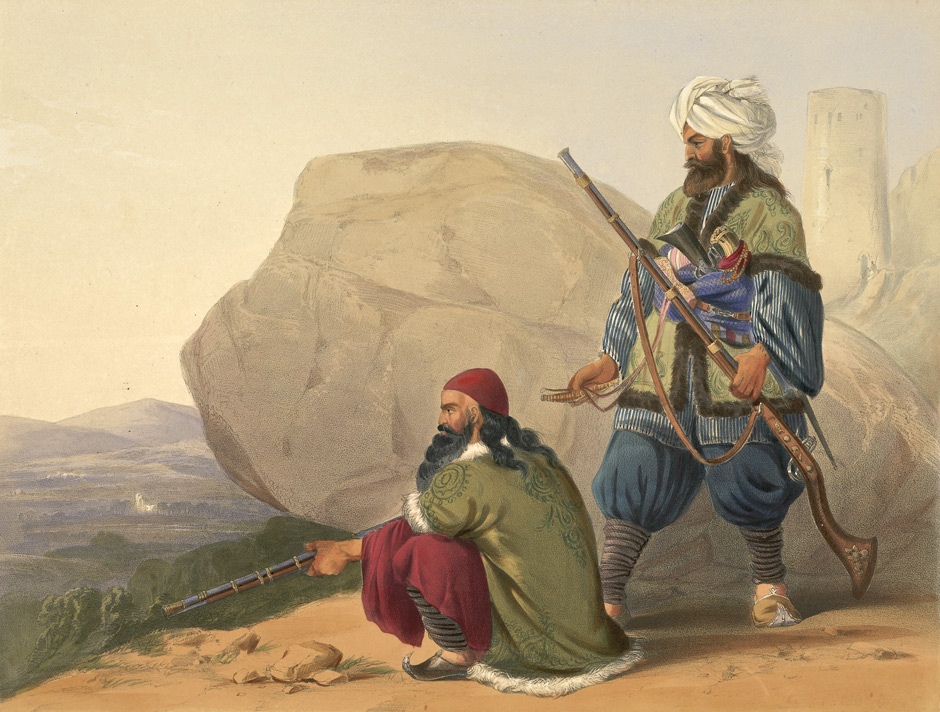
Afgańscy żołnierze w 1841 roku

23 listopada 1841 Brytyjczycy podjęli próbę zniszczenia dwóch dział afgańskich. Podjęty atak zakończył się jednak dla nich dużymi stratami i atakujący zmuszeni zostali do wycofania się. Sytuację dodatkowo pogorszyło nadejście syna Dosta Mohammeda – Mohammeda Akbara na czele 6000 żołnierzy. Teraz naprzeciwko 4500 żołnierzy z garnizonu brytyjsko-indyjskiego stało około 30 000 uzbrojonych Afgańczyków. 23 grudnia 1841 doszło do rozmów pomiędzy obiema stronami nad rzeką Kabul. W trakcie spotkania pomiędzy Macnaghtenem a Akbarem, Anglik został zamordowany. I tym razem Brytyjczycy z garnizonu nie zareagowali. Eldred Pottinger został wybrany nowym przedstawicielem na rozmowy pokojowe, które zakończyły się podpisaniem kapitulacji przez wojska brytyjskie. Na mocy porozumienia oficerowie brytyjscy stali się zakładnikami w Kabulu, jednak ich rodzinom miano zapewnić eskortę podczas ewakuacji.
6 stycznia 1842 rozpoczął się odwrót sił brytyjskich pod wodzą generała Williama Elphinstone’a. Celem wojsk był garnizon w Dżalalabadzie, ok. 140 km od Kabulu. Konwój wycofujących się żołnierzy i ich pomocników liczył łącznie 17 000 ludzi, w większości nieuzbrojonych. Jednak już po opuszczeniu garnizonu Brytyjczycy byli kilkakrotnie atakowani. Obiecana eskorta nie dotarła, wobec czego w trakcie marszu doszło do kolejnych rozmów z Akbarem, który otrzymał kolejnych zakładników, m.in. Pottingera.
8 stycznia 1842 tabor został ponownie zaatakowany podczas przekraczania wąwozu Khurd - Kabul. W trakcie ataku śmierć poniosło około 3000 mężczyzn, kobiet i dzieci. Cztery dni później zaledwie 2300 ludzi pozostawało jeszcze przy życiu. Podczas ostatnich rozmów Elphinstone pozostał w niewoli jako zakładnik. Ci, którzy przeżyli, próbowali dostać się do Dżalalabadu, udało się to jednak tylko lekarzowi wojskowemu dr. Brydonowi.

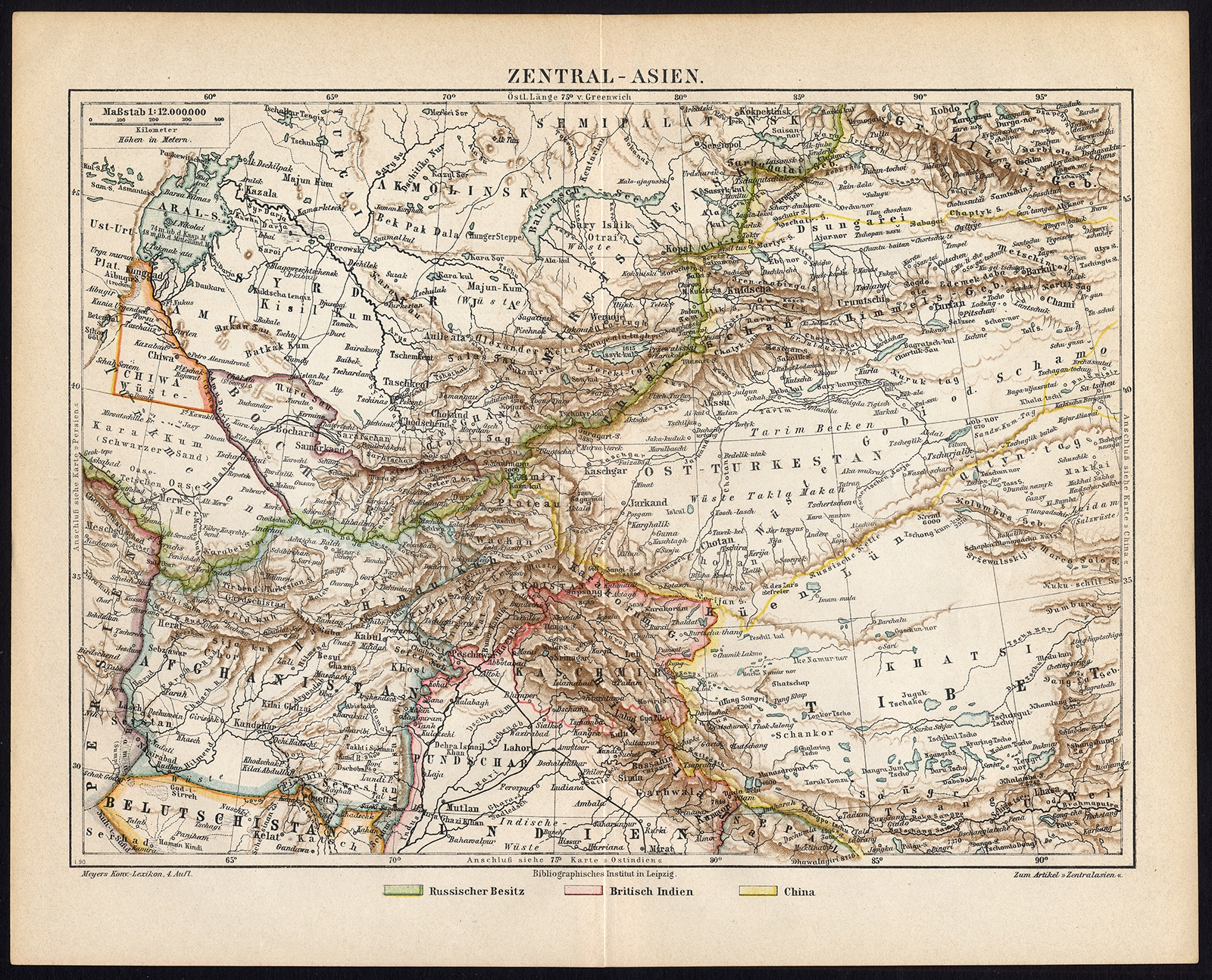
Azja centralna w XIX wieku

W reakcji na tę porażkę do Afganistanu Brytyjczycy wysłali ekspedycję karną. Dwie armie pod wodzą generałów George Pollocka i Williama Notta zajęły wiosną Dżalalabad i Kandżar. Stąd pomaszerowały do Kabulu. Umocnienia Ghazni zostały przez Brytyjczyków zniszczone, podobnie jak liczne osady w drodze do Kabulu. W Kabulu tymczasem Akbar wywabił z cytadeli szacha Szuja, który został zamordowany. Zakładnicy brytyjscy zostali odesłani do Bamian. Uciekając ze stolicy, Akbar zamierzał wysłać zakładników do Buchary, na skutek małego wsparcia jednak tego nie uczynił. Część zakładników sama wykupiła się z niewoli.
Po zajęciu Kabulu rozpoczęła się operacja ratowania reszty zakładników. Elphinstone zmarł w niewoli, pozostali z Pottingerem na czele, 58 mężczyznami, 19 kobietami i 22 dziećmi przeżyli. W zemście Pollock nakazał zniszczenie cytadeli i bazaru w Kabulu. Dwa dni trwało rabowanie miasta przez żołnierzy brytyjskich. W końcu 11 października 1842 oddziały brytyjskie skierowały się z powrotem do Indii. Dost Mohammed powrócił na tron Kabulu i panował aż do swojej śmierci w roku 1863.